# Радовицкий сельсовет
Радовицкий сельсовет — упразднённая административно-территориальная единица, существовавшая на территории Московской губернии и Московской области до 1959 года.
Служно-Радовицкий сельсовет был образован в первые годы советской власти. По данным 1923 года он входил в состав Куплиямской волости Егорьевского уезда Московской губернии.
В 1924 году Служно-Радовицкий с/с был переименован в Радовицкий сельсовет.
По данным 1926 года сельсовет включал село Радовицы, деревню Служная Слобода и лесную сторожку Ялкино.
В 1929 году Радовицкий с/с был отнесён к Белоомутскому району Коломенского округа Московской области.
8 января 1931 года Белоомутский район был упразднён и Радовицкий с/с отошёл к Горкинскому району, который 11 мая того же года был переименован в Луховицкий район.
21 апреля 1934 года Радовицкий с/с был передан в Егорьевский район.
7 августа 1945 года Радовицкий с/с был передан в административное подчинение городу Шатура.
11 октября 1956 года Радовицкий с/с был отнесён к восстановленному Шатурскому району.
21 мая 1959 года Радовицкий с/с был упразднён. При этом его территория была передана в административное подчинение рабочему посёлку Рязановский.